# لوکاس گیج
لوکاس گیج (انگلیسی: Lukas Gage؛ زادهٔ) بازیگر سینما است.
از فیلم‌ها یا برنامه‌های تلویزیونی که وی در آن نقش داشته‌است می‌توان به ملت ترور اشاره کرد.